# Holger Crafoord
Holger Crafoord (Stoccolma, 25 giugno 1908 – Lund, 21 maggio 1982) è stato un imprenditore svedese, fondatore della Gambro e sviluppatore del rene artificiale ideato dal professore Nils Alwall.
Ha donato i fondi iniziali per la creazione del Premio Crafoord per la ricerca scientifica.

## Biografia
Holger Crafoord nacque a Stoccolma, figlio di Alfred Lundquist (1882-1927), un ufficiale dell'esercito, e di Hanna Lundquist nata Johansson (1883-1965). Si dice che il matrimonio sia stato di breve durata e Hanna Lundquist abbia mantenuto se stessa e suo figlio in circostanze misere come proprietaria di un negozio di alimentari. In seguito si risposò con l'ingegnere navale Harry Crafoord (1881-1935), che adottò il figliastro.  Crafoord ha frequentato la Palmgrenska samskolan e l'Östra Real a Stoccolma crescendo. 
Dopo essersi laureato alla Stockholm School of Economics nel 1930, Crafoord iniziò a lavorare presso la Åkerlund & Rausing di Ruben Rausing lo stesso anno.  Nel 1935, Crafoord sposò Anna-Greta Crafoord nata Löfdal (1914-1994) ed ebbero tre figlie: Brigida, Katarina e Margareta. 
Crafoord fu per diversi anni direttore della cartiera di Östanå pappersbruk. È stato coinvolto in numerose organizzazioni, tra cui membro del consiglio di amministrazione dell'Associazione degli stampatori litografici svedesi, capo di un'associazione di datori di lavoro per gli imballaggi in carta, capo della Società di Storia Culturale e capo del consiglio di amministrazione di una banca. 
Presso Åkerlund & Rausing, è stato amministratore delegato dal 1946 al 1968 e presidente del consiglio di amministrazione dal 1968 al 1972. Durante la sua permanenza in azienda, nel 1950 è stata fondata l'azienda di imballaggio alimentare Tetra Pak. Vendendo in seguito la sua partecipazione nella società, ha liberato una notevole quantità di capitale che avrebbe potuto utilizzare per costruire la società internazionale Gambro.
Crafoord soffrì di asma e grave artrite reumatoide per un certo numero di anni. 
Nel 1982 morì a Lund di sepsi.  Fu sepolto nel cimitero di Ödestugu nel comune di Jönköping.

## Gambro
Il professor Nils Alwall aveva lavorato fin dagli anni '40 su un rene artificiale e trattamenti di dialisi per filtrare il sangue dei pazienti renali. [7] I filtri dell'epoca richiedevano un lungo processo di pulizia per renderli idonei al riutilizzo. Nel 1961, dopo non essere stato in grado di aiutare due pazienti a causa di queste limitazioni, Alwall incontrò Crafoord a una cena. Ciò di cui Alwall aveva bisogno era qualcuno che producesse filtri usa e getta; Crafoord aveva esperienza nell'industria manifatturiera e delle materie plastiche ed era molto interessato a finanziare il prodotto, che avrebbe potuto salvare vite umane. [8] Nel 1964, Crafoord fondò la società Gambro - originariamente Gamla Brogatans Sjukvårdsaffär AB - che sviluppò e tre anni dopo commercializzò l'invenzione. [9]
Nel 1981, Gambro "si è diversificato nell'area dei prodotti cuore-polmone e ha costruito una rete speciale di fornitori",[10] sviluppando altre tecnologie per il trattamento del sangue al di fuori del corpo (extracorporeamente), ad esempio in connessione con la cardiochirurgia, e la tecnologia dei componenti del sangue, che separa il sangue in diversi componenti e poi ne utilizza alcuni nella cura dei pazienti oncologici. 

### Fondazione e Premio Crafoord
Crafoord ha gettato le basi per la Fondazione Crafoord nel 1980[12] e per il Premio Crafoord, che viene assegnato dal 1982 e che aveva lo scopo di integrare i campi premiati con il Premio Nobel, con premi anche per la ricerca sull'artrite. [13][14] Fu il fondatore dell'Holger Crafoord Economics Center di Lund, che in seguito divenne la Lund University School of Economics and Management.